# Parkerschroef

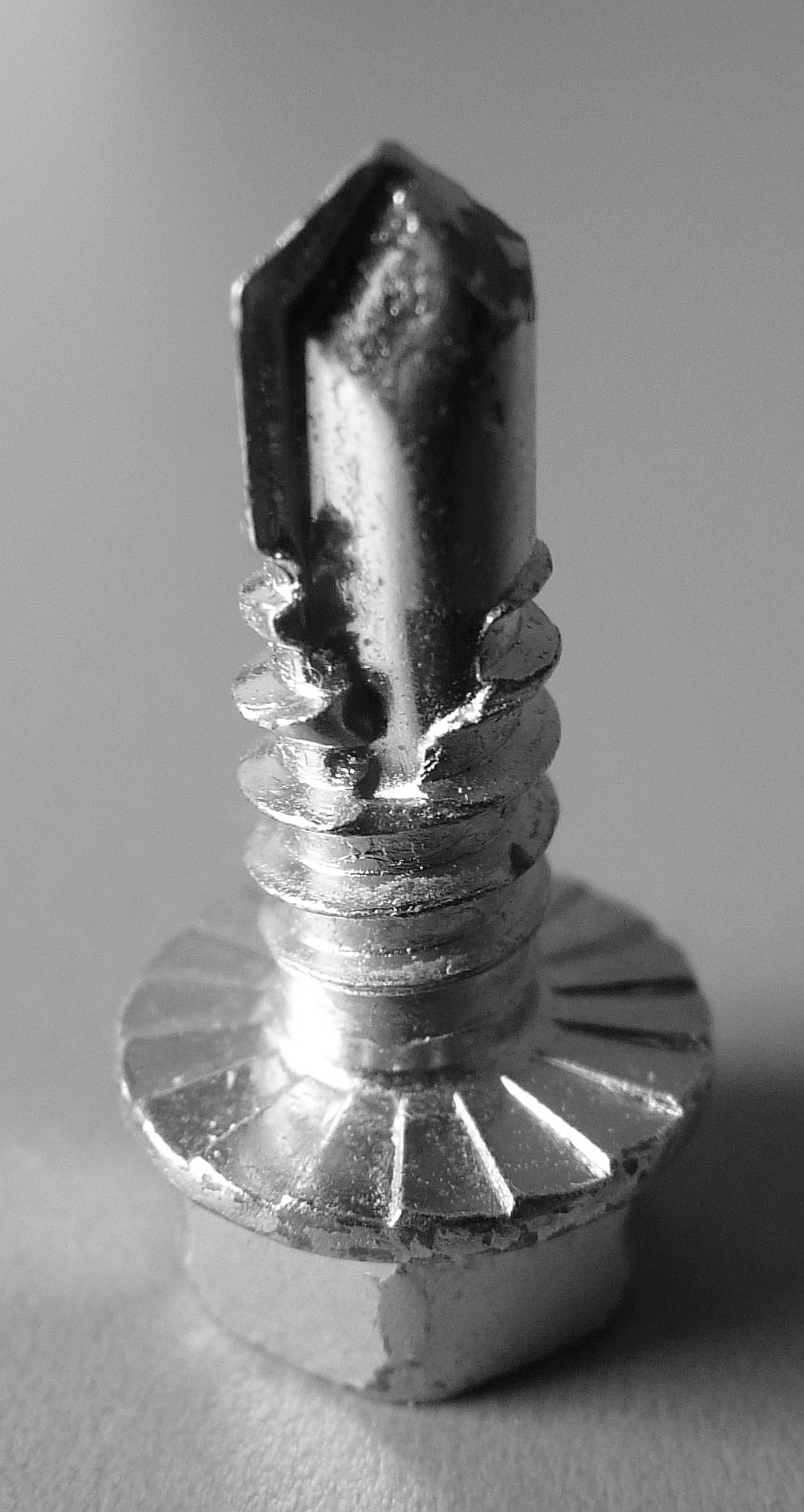
Boorschroef

Een parkerschroef, genoemd naar de uitvinder R. Parker, is een schroef die voornamelijk gebruikt wordt voor het hechten in (meestal dunne) metalen platen, maar ook voor bevestigingen in hard kunststof en plastic materiaal. Een parkerschroef kent diverse uitvoeringen, zelftappend of regulier, afhankelijk van het doelgebruik. Een variant op de parkerschroef is de zogenaamde boorschroef waarbij men niet hoeft voor te boren.
De schroef heeft een scherpe schroefdraad die taps doorloopt tot aan de kop, waardoor de schroef zich makkelijk een weg baant door het materiaal.

Ze wordt bijvoorbeeld gebruikt om:
- Nummerplaten vast te zetten op auto's
- Handgrepen van pannen vast te zetten op metalen pan
- Kunststof handgrepen van laden/kasten vast te zetten
- Aluminium kokers/kanalen met elkaar te verbinden
- Een achterlicht op het spatbord van een (brom)fiets te monteren

Meestal kan men de schroef rechtstreeks in het materiaal draaien, maar voor dikkere platen kan men best voorboren met een metaalboor van een iets kleinere diameter dan de dikte van de schroef zelf.